# District de Jičín
Le district de Jičín (en tchèque : okres Jičín) est un des cinq districts de la région de Hradec Králové, en Tchéquie. Son chef-lieu est la ville de Jičín.

## Liste des communes
Le district compte 111 communes, dont 10 ont le statut de ville (město, en gras) et 3 celui de bourg (městys, en italique) :
Bačalky • Bašnice • Běchary • Bílsko u Hořic • Boháňka • Borek • Brada-Rybníček • Březina • Bříšťany • Budčeves • Bukvice • Butoves • Bystřice • Cerekvice nad Bystřicí • Červená Třemešná • Češov • Cholenice • Chomutice • Choteč • Chyjice • Dětenice • Dílce • Dobrá Voda u Hořic • Dolní Lochov • Dřevěnice • Holín • Holovousy • Hořice • Jeřice • Jičín • Jičíněves • Jinolice • Kacákova Lhota • Kbelnice • Kněžnice • Konecchlumí • Kopidlno • Kostelec • Kovač • Kozojedy • Kyje • Lázně Bělohrad • Libáň • Libošovice • Libuň • Lískovice • Lukavec u Hořic • Lužany • Markvartice • Miletín • Milovice u Hořic • Mladějov • Mlázovice • Nemyčeves • Nevratice • Nová Paka • Ohařice • Ohaveč • Osek • Ostroměř • Ostružno • Pecka • Petrovičky • Podhorní Újezd a Vojice • Podhradí • Podůlší • Radim • Rašín • Rohoznice • Rokytňany • Samšina • Šárovcova Lhota • Sběř • Sedliště • Sekeřice • Slatiny • Slavhostice • Sobčice • Soběraz • Sobotka • Stará Paka • Staré Hrady • Staré Místo • Staré Smrkovice • Střevač • Sukorady • Svatojanský Újezd • Tetín • Třebnouševes • Třtěnice • Tuř • Úbislavice • Údrnice • Úhlejov • Újezd pod Troskami • Úlibice • Valdice • Veliš • Vidochov • Vitiněves • Volanice • Vrbice • Vršce • Vřesník • Vysoké Veselí • Zámostí-Blata • Zelenecká Lhota • Železnice • Žeretice • Židovice • Žlunice

## Principales communes
Population des dix principales communes du district au 1er janvier 2024 et évolution depuis le 1er janvier 2023 :
| Jičín          | 16 230 | en augmentation |
| Nová Paka      | 9 060  | en augmentation |
| Hořice         | 8 587  | en augmentation |
| Lázně Bělohrad | 3 720  | en diminution   |
| Sobotka        | 2 432  | en augmentation |
| Kopidlno       | 2 205  | en augmentation |
| Stará Paka     | 2 134  | en augmentation |
| Libáň          | 1 864  | en stagnation   |
| Železnice      | 1 374  | en diminution   |
| Pecka          | 1 335  | en diminution   |

## Histoire
Le territoire du district fut le théâtre de violents combats lors de la guerre austro-prussienne, le 29 juin 1866. C'est une région accidentée dans sa moitié ouest, avec les hauteurs de Prachov, de Kostelec et du mont Tabor ; ainsi, le village de Horní Lochov est bâti entre deux vallées profondes de 25 à 30 m.